# Padim da Graça
Padim da Graça es una freguesia portuguesa perteneciente al municipio de Braga. Posee un área de 3,35 km² y una población total de 1580 habitantes (2001). La densidad poblacional asciende a 471,6 hab/km².
- Datos: Q2045963
- Multimedia: Padim da Graça / Q2045963

1. ↑  Worldpostalcodes.org,código postal n.º 4700.